# Північне (селище)
Півні́чне (до 2016 — Кі́рове) — селище Торецької міської громади Бахмутського району Донецької області, Україна.
Розташоване за 46 км від Донецька, за 5 км від Торецька та 2 км від залізничної станції Магдалинівка.

## Історія
Перший населений пункт на території сучасного селища виник у XVIII столітті. До 1896 року носило назву Північного Рудника, 1936 року отримало назву робітничого селища імені Кірова — першого секретаря Ленінградського міського комітету ВКП(б) і члена Політбюро ЦК ВКП(б). 1938 року отримало статус селища міського типу і сучасну назву — Кірове.
У боях німецько-радянської війни взяло участь близько 3 тисяч кіровців, 186 з них загинули, 1420 були нагороджені медалями та орденами. У партизанському русі було задіяно близько 100 мешканців селища. У центрі селища по вулиці Піонерській, біля Будинку культури, встановлено пам'ятник на братській могилі партизан, які загинули 1943 року в районі сучасного міста Бахмута. 1975 року відкритий меморіальний комплекс.
Селище внесено до переліку населених пунктів, які потрібно перейменувати згідно із законом «Про засудження комуністичного та націонал-соціалістичного (нацистського) тоталітарних режимів в Україні та заборону пропаганди їхньої символіки».

## Північна селищна рада
Північна селищна рада розташована за адресою: 85280, Донецька область, Торецька міська рада, с-ще Північне, вул. Пархоменка, 1а; телефон — 9-13-03. До її складу входять:
- с-ще Північне
- с-ще Курдюмівка
- с-ще Дачне
- с-ще Диліївка
- с-ще Дружба
- с-ще Озарянівка
- с-ще Шуми

## Населення

### Мова
Розподіл населення за рідною мовою за даними перепису 2001 року:
| Мова            | Кількість | Відсоток |
| --------------- | --------- | -------- |
| російська       | 10733     | 91.37%   |
| українська      | 985       | 8.39%    |
| вірменська      | 9         | 0.08%    |
| білоруська      | 6         | 0.05%    |
| польська        | 1         | 0.01%    |
| болгарська      | 1         | 0.01%    |
| гагаузька       | 1         | 0.01%    |
| угорська        | 1         | 0.01%    |
| інші/не вказали | 10        | 0.07%    |
| Усього          | 11747     | 100%     |

## Персоналії
- Гриньов Микола Герасимович — шахтар, Герой України[5].
- Парасочка Геннадій Павлович (1975—2017) — солдат Збройних сил України, учасник російсько-української війни.